# أديليو (لاعب كرة قدم)
أديليو دي أوليفيرا غونسالفيس (15 مايو 1956 - 5 أغسطس 2024)، (المعروف عادة باسم أديليو)، هو لاعب كرة قدم برازيلي محترف لعب كلاعب خط وسط. وشارك في مباراتين مع منتخب البرازيل. وُلد وتُوفي في مدينة ريو دي جانيرو.